# Лебединое озеро (теплоход)
«Генерал Ватутин» (с 1993 года «Генерал Ватутін», с 2017 года «General Vatutin», с 2018 года «Лебединое Озеро») — пассажирский четырёхпалубный теплоход проекта 302, тип «Дмитрий Фурманов».

## Строительство
Судно было построено в сентябре 1986 года на верфи VEB Elbewerften Boizenburg/Roßlau в Бойценбурге на берегу Эльбы в ГДР по проекту 302, строительный номер 388. Теплоход был реконструирован на Украине в 2000 году и в России в 2018 году.
Характеристики
- Длина: 129,2 м
- Ширина: 16,7 м
- Высота: 13,2 м
- Палубы: 4
- Количество пассажиров: до 280, после реконструкции — до 300.
- Количество кают: 156
- Средняя скорость: 14,2 узлов

## История
После постройки теплоход был передан государственному объединению «Укрречфлот», работал на Днепре и Черном море. В 1993 году судно было переименовано в «Генерал Ватутін». В 2000, 2001 и 2002 году судно прошло реконструкцию, в 2006 году прошла полная реконструкция номерного фонда, вместимость была увеличена с 280 до 321 пассажира. В 2002 году из «Укрречфлота» судно было продано кипрской компании, передавшей его в аренду оператору «Круїзна компанія Червона Рута», портом приписки теплохода являлся город Херсон. С 2005 по 2013 год «Генерал Ватутін» стоял на круизной линии Киев — Ялта — Одесса. С сентября 2013 года по июнь 2017 стоял на приколе в Киеве, после чего было принято решение о его продаже.
Покупателем стала компания Skypoint limited, образованная в 2013 году и зарегистрированная на Сейшельских островах.
По оценке председателя совета директоров СК «Инфофлот» Александра Соснина, судно вряд ли могло быть задействовано прежним владельцем и в будущем, после повышения спроса на круизы на Днепре, поскольку габариты судна затрудняют его прохождение под мостами, а его возможности выхода в море не могут быть востребованы на Украине из-за проблем со статусом Крыма.
В конце мая 2017 года «Генерал Ватутін» покинул Херсон и отправился в порт молдавского города Джурджулешть, где был принят новым собственником. Далее теплоход под флагом Белиза и названием General Vatutin отправился в Россию. Перегон судна сопровождался скандалом, раздутым прессой, заподозрившей экипаж в угоне судна. 6-7 июня судно прошло первичный таможенный досмотр. 8 июня 2017 года General Vatutin прибыл в Ростов-на-Дону.
С 2018 года теплоход под именем «Лебединое Озеро» работает от российского туроператора «Созвездие». В течение 2018—2020 гг. теплоход прошел ряд модернизаций.
Теплоход совершает рейсы по Волге, Каме и Северо-Западу. Туры с выходом в море, в отличие от периода, когда судно эксплуатировалось украинскими судовладельцами, не планировались, из-за более жёстких требований российского речного регистра к сертификации судов для плавания в прибрежных водах.